# Paleosuchus trigonatus
Il caimano nano di Schneider (Paleosuchus trigonatus Schneider, 1801), anche noto come caimano dalla fronte liscia o caimano dalla fronte liscia di Schneider, è una specie di coccodrillo endemica del Sud America, dove è originario dei bacini dell'Amazzonia e dell'Orinoco. È la seconda specie più piccola della famiglia Alligatoridae; la più piccola è il caimano nano di Cuvier (P. palpebrosus), anch'esso endemico del Sud America tropicale e appartenente allo stesso genere. Un esemplare adulto raggiunge in media gli 1,2-1,6 metri (da 3,9 a 5,2 piedi) di lunghezza, per un peso compreso tra i 9 e i 20 kg (20 e 44 libbre). Alcuni maschi eccezionalmente grandi possono raggiungere fino a 2,3 metri (7,5 piedi) di lunghezza e un peso di 36 kg (79 libbre).

## Descrizione
La testa del caimano nano di Schneider è simile nell'aspetto a quella del caimano dagli occhiali (Caiman crocodilus), ma non presenta alcuna cresta ossea o "occhiali" sopra gli occhi. Gli scuti sulla parte posteriore del collo e della coda sono grandi, triangolari e affilati. L'intero animale è ricoperto da una pesante armatura di osteodermi sia sulla parte dorsale sia su quella ventrale del corpo. La coda, relativamente corta, è ampia alla base e appiattita dorsoventralmente in contrasto alla maggior parte delle specie di coccodrilli che hanno la coda appiattita lateralmente. Gli scuti ossei della coda presentano delle sporgenze laterali; e la coda è così ben corazzata, da essere relativamente più rigida di quella degli altri coccodrilli. Gli adulti hanno una colorazione marrone grigiastro scuro, mentre i giovani sono marroni con bande nere. Le iridi degli occhi sono marroni a tutte le età e le pupille hanno la forma di fessure verticali. I maschi possono crescere fino a circa 1,7-2,3 metri, e l'esemplare più grande mai misurato era lungo 2,6 metri. Le femmine sono più piccole e spesso non superano i 1,4 metri. Nonostante le dimensioni sono animali robusti e forti. Il collo è relativamente snello e gli scuti dorsali sono più prominenti rispetto a quelli del caimano nano di Cuvier.

## Biologia

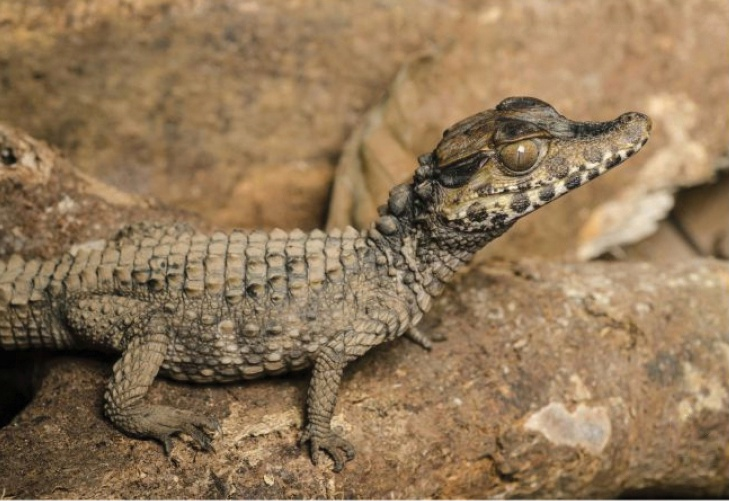
Un giovane nel Serra da Mocidade National Park, Amazonas

I caimani nani di Schneider adulti hanno abitudini criptiche e sono raramente avvistati durante il giorno preferendo rimanere nascosti nelle loro tane, che possono trovarsi anche a 100 metri di distanza dall'acqua, nascoste nel fitto sottobosco, in tronchi cavi o sotto alberi caduti, per poi emergere durante le ore notturne. I maschi sono molto territoriali e le femmine hanno home range più piccoli. Gli adulti hanno abitudini semi-terrestri e si nutrono principalmente di animali come porcospini, paca, serpenti, uccelli e lucertole, consumando pochi pesci o molluschi, rispetto al caimano nano di Cuvier che si nutre principalmente di pesci e invertebrati. I piccoli, invece, spendono la maggior parte del tempo in acqua nutrendosi per le prime settimane principalmente di insetti, passando a prede più grandi man mano che crescono. La mortalità nei giovani è piuttosto alta, mentre quella degli adulti è ben più bassa, sebbene gli esemplari adulti possano essere predati da grandi predatori, come giaguari, anaconde verdi e grandi boa constrictor.
Le femmine diventano mature e iniziano a riprodursi a circa 11 anni, mentre i maschi a circa 20. La femmina costruisce un grande nido su un cumulo di foglie e terreno alla fine della stagione secca o può utilizzare un nido preesistente. Una singola covata può contenere da 10 a 15 uova, per poi venire ricoperta con ulteriore materiale vegetale, che marcendo fornirà parte del calore necessario alla schiusa e un buon isolamento. I nidi sono spesso costruiti a ridosso dei termitai, e il calore metabolico generato dalle termiti aiuta a mantenere la covata a una temperatura quasi costante. Le uova devono essere mantenute a una temperatura di 31-32 °C (da 88 a 90 °F) per la produzione di prole maschile. Il periodo di incubazione è di circa 115 giorni e la femmina rimane nei pressi del nido almeno per il primo periodo, fornendo protezione contro i predatori. Durante l'incubazione, possono crescere radici attraverso il nido o il terreno del termitaio può cementare insieme le uova. Ciò significa che l'assistenza dei genitori è necessaria quando le uova si schiudono per consentire ai piccoli di uscire dal nido. Dopo aver trasportato i giovani appena emersi dal nido in acqua, la femmina rimarrà con loro per alcune settimane, dopodiché i piccoli si disperdono. La femmina può saltare un anno prima di riprodursi di nuovo.

## Distribuzione e habitat
Il caimano nano di Schneider è originario del bacino dell'Amazzonia e dell'Orinoco, in Sud America, e il suo areale include Bolivia, Brasile, Colombia, Ecuador, Guyana francese, Guyana, Perù, Suriname e Venezuela. Questo animale vive in piccoli corsi d'acqua in aree boschive dove in alcuni casi l'acqua potrebbe non essere sufficientemente profonda da potersi immergere completamente. Si avvista raramente in spazi aperti e si crogiola raramente al sole, nemmeno in cattività.

## Tassonomia ed etimologia
Il caimano nano di Schneider fu descritto per la prima volta dal classicista e naturalista tedesco Johann Gottlob Schneider, nel 1801. Da allora ha ricevuto numerosi nomi da diversi autori: Crocodilus palpebrosus (Cuvier, 1807), Crocodilus (Alligator) trigonatus (Merrem, 1820), Champsa trigonata (Wagler, 1830), Alligator palpebrosus (Dumeril and Bibron, 1836), Caiman trigonatus (Gray, 1844), Caiman (Paleosuchus) trigonatus (Gray, 1862), Jacaretinga trigonatus (Vaillant, 1898), Paleosuchus niloticus (Muller, 1924), Crocodylus niloticus (Werner, 1933). Il nome del genere Paleosuchus deriva dal greco palaios che significa "antico" e soukhos che significa "coccodrillo". Ciò si riferisce alla convinzione che questo coccodrillo provenga da un antico lignaggio che si distaccò dalle altre specie di caimani circa 30 milioni di anni fa. Il nome specifico trigonatus, deriva dal greco trigonos che significa "triangolare", e dal latino atus che significa "fornito di" e si riferisce alla forma triangolare della testa.

## Conservazione
Il caimano nano di Schneider non è molto cacciato poiché la pelle ventrale di questa specie è troppo corazzata per facilitarne la conciatura. Tuttavia, questi animali vengono comunque catturati in Guyana, soprattutto per il commercio di animali esotici. Le principali minacce per questa specie sono la distruzione del suo habitat forestale e l'inquinamento del suo ambiente da parte di attività urbane, come l'estrazione dell'oro. Si stima che oltre un milione di individui rimangano allo stato brado e la specie è classificata dalla IUCN come a rischio minimo. L'animale è elencato nell'Appendice II della CITES che è progettata per limitare lo sfruttamento eccessivo attraverso il commercio internazionale.